# 1666
Il 1666 (MDCLXVI in numeri romani) è un anno  del XVII secolo.

## Eventi
- 2-6 settembre – Grande incendio di Londra: Un enorme incendio, originato dal forno di un panettiere, distrugge quasi completamente la città, che verrà ricostruita per la maggior parte negli anni successivi adottando severi regolamenti.
- 22 dicembre – A Parigi viene fondata l'Accademia delle Scienze.

## Nati

### Gennaio
- 12 gennaio - Edvige di Meclemburgo-Güstrow, nobildonna tedesca († 1735)
- 17 gennaio - Antonio Maria Valsalva, medico, anatomista e chirurgo italiano († 1723)
- 25 gennaio - Paul-Jules de La Porte, nobile e militare francese († 1731)

### Febbraio
- 1º febbraio - Maria Teresa di Borbone-Condé, nobile francese († 1732)
- 9 febbraio - George Hamilton, I conte di Orkney, nobile e ufficiale scozzese († 1737)
- 10 febbraio - Heinrich Karl von Bibra, generale austriaco († 1734)
- 15 febbraio - Claude Élisée de Court de La Bruyère, ammiraglio francese († 1752)
- 24 febbraio - Charles Wager, ammiraglio e politico inglese († 1743)

### Marzo
- 14 marzo - Jean Jacques Bouhier, vescovo cattolico francese († 1744)
- 15 marzo - George Bähr, architetto tedesco († 1738)
- 21 marzo - Ogyū Sorai, filosofo giapponese († 1728)

### Aprile
- 11 aprile - José Patiño Rosales, politico e diplomatico spagnolo († 1736)
- 12 aprile - Pierre Legros, scultore francese († 1719)
- 18 aprile - Jean-Féry Rebel, compositore e violinista francese († 1747)
- 19 aprile - Sarah Kemble Knight, imprenditrice, scrittrice e insegnante statunitense († 1727)
- 25 aprile - Johann Heinrich Buttstett, compositore, organista e teorico della musica tedesco († 1727)

### Maggio
- 1º maggio - Philibert Papillon, abate e letterato francese († 1738)
- 1º maggio - Paolo Antonio Pesenti, presbitero italiano († 1728)
- 1º maggio - Lorenzo Tartagni, vescovo cattolico italiano († 1752)
- 10 maggio - Claudio Florimondo di Mercy, generale francese († 1734)
- 14 maggio - Vittorio Amedeo II di Savoia, re († 1732)

### Giugno
- 9 giugno - Alessandro Specchi, architetto e incisore italiano († 1729)
- 9 giugno - Louis-Armand de Lom d'Arce barone di Lahontan, militare, viaggiatore e scrittore francese († 1716)
- 18 giugno - Jeanne Delanoue, religiosa e santa francese († 1736)
- 19 giugno - Paris Francesco Alghisi, compositore e organista italiano († 1733)
- 19 giugno - John James Heidegger, impresario teatrale svizzero († 1749)

### Luglio
- 8 luglio - Luigi di Brandeburgo, principe († 1687)
- 25 luglio - Luigi Maria Lucini, cardinale italiano († 1745)

### Agosto
- 6 agosto - Maria Sofia del Palatinato-Neuburg, regina († 1699)
- 12 agosto - Antonio Balestra, pittore e incisore italiano († 1740)
- 12 agosto - Odoardo II Farnese, nobile († 1693)
- 13 agosto - Adolfo Giovanni II del Palatinato-Zweibrücken-Kleeburg, militare e nobile svedese († 1701)
- 15 agosto - Johann Peter Abesch, pittore svizzero († 1740)
- 15 agosto - Andrej Artamonovič Matveev, diplomatico russo († 1728)
- 16 agosto - Enrichetta Amalia di Anhalt-Dessau, nobile († 1726)
- 28 agosto - François Aimé Pouget, religioso e teologo francese († 1723)

### Settembre
- 5 settembre - Gottfried Arnold, teologo e storico tedesco († 1714)
- 6 settembre - Ivan V di Russia, sovrano († 1696)
- 15 settembre - Sofia Dorotea di Celle, principessa († 1726)
- 21 settembre - Johannes De Peyster, politico statunitense († 1711)
- 23 settembre - Pietro Grassi, vescovo cattolico italiano († 1731)
- 30 settembre - Paolo Gerolamo Piola, pittore italiano († 1724)

### Ottobre
- 2 ottobre - Maria Anna di Borbone-Francia, nobile francese († 1739)
- 9 ottobre - Cristiano Augusto di Sassonia-Zeitz, arcivescovo cattolico e cardinale tedesco († 1725)
- 12 ottobre - Jean d'Estrées, presbitero, politico e diplomatico francese († 1718)
- 17 ottobre - Giovanni Guglielmo di Sassonia-Eisenach, duca († 1729)
- 27 ottobre - Giovanna Fratellini, pittrice italiana († 1731)
- 29 ottobre - Luigi Bentivoglio, nobile italiano († 1744)
- 30 ottobre - Giusto Fontanini, arcivescovo cattolico e storico italiano († 1736)

### Novembre
- 1º novembre - James Sherard, farmacista, botanico e musicista britannico († 1738)
- 4 novembre - Domenico Taglialatela, vescovo cattolico italiano († 1742)
- 5 novembre - Attilio Ariosti, compositore, cantante e organista italiano († 1729)
- 5 novembre - Hartmann del Liechtenstein, principe e militare austriaco († 1728)
- 12 novembre - Mary Astell, scrittrice e filosofa britannica († 1731)
- 15 novembre - Robert Le Lorrain, scultore francese († 1743)
- 17 novembre - Francisco Fernández de la Cueva, generale spagnolo († 1733)
- 17 novembre - Benedetto Luti, pittore italiano († 1724)
- 23 novembre - Antonio Maria Borromeo, vescovo cattolico italiano († 1738)
- 25 novembre - Giuseppe Giovanni Battista Guarneri, liutaio italiano
- 30 novembre - Giovanni Cosimo Bonomo, medico italiano († 1696)

### Dicembre
- 5 dicembre - Francesco Scarlatti, compositore italiano
- 10 dicembre - Annibale Maffei, generale e diplomatico italiano († 1735)
- 13 dicembre - Massimiliano Guglielmo di Brunswick-Lüneburg, principe e militare tedesco († 1726)
- 14 dicembre - Georg Andreas Helwig, botanico e teologo tedesco († 1748)
- 16 dicembre - Augusta Dorotea di Brunswick-Wolfenbüttel, duchessa († 1751)
- 21 dicembre - Olivier van Deuren, pittore olandese († 1714)
- 22 dicembre - Guru Gobind Singh,  indiano († 1708)
- 26 dicembre - Alessandro Burgos, vescovo cattolico italiano († 1726)
- 26 dicembre - Francesco Cabianca, scultore italiano († 1737)

### Senza giorno specificato
- María de Navas, attrice teatrale italiana († 1721)
- Antonio Domenico Bamberini, pittore italiano († 1741)
- Giovanni Battista Barilli, intagliatore e scultore italiano († 1726)
- Giuseppe Beccarelli, religioso italiano († 1716)
- Antonino Biffi, compositore e contraltista italiano († 1733)
- Romano Carapecchia, architetto italiano († 1738)
- James Cecil, IV conte di Salisbury, nobile e politico britannico († 1694)
- George Cholmondeley, II conte di Cholmondeley, ufficiale inglese († 1733)
- Cesare De Franchi Toso, doge italiano († 1739)
- George Dew, pirata inglese († 1703)
- Alphonse d'Ève, compositore fiammingo († 1727)
- Michelangelo Faggioli, compositore italiano († 1733)
- Stafford Fairborne, ammiraglio inglese († 1742)
- Ejima Kiseki, scrittore giapponese († 1735)
- Stephen Gray, scienziato britannico († 1736)
- John Graydon, ammiraglio inglese († 1726)
- John Harris, scrittore e matematico inglese († 1719)
- Robert Hunter, politico, militare e drammaturgo scozzese († 1734)
- Nevşehirli Damat İbrahim Pascià, nobile e politico ottomano († 1730)
- Élisabeth Jacquet de La Guerre, compositrice e clavicembalista francese († 1729)
- Jan Kupecký, pittore ceco († 1740)
- Thomas Madox, storico, diplomatista e antiquario britannico († 1727)
- Carlo Gaudenzio Mignocchi, pittore italiano († 1716)
- Fortunato Morosini, vescovo cattolico italiano († 1727)
- Giovan Battista Nauclerio, architetto e ingegnere italiano († 1739)
- Mary Pix, scrittrice e drammaturga inglese († 1709)
- John Quelch, pirata inglese († 1704)
- Pietro Sardi, mercante italiano († 1742)
- Domenico Maria Spinola, doge († 1743)

## Morti

### Gennaio
- 17 gennaio - Giacomo Corradi, cardinale e vescovo cattolico italiano (n. 1602)
- 20 gennaio - Anna d'Asburgo, sovrana (n. 1601)
- 22 gennaio - Tommaso Dingli, architetto maltese (n. 1591)
- 22 gennaio - Shah Jahan, sovrano indiano (n. 1592)
- 30 gennaio - Anton Deusing, medico, matematico e astronomo tedesco (n. 1612)

### Febbraio
- 8 febbraio - Marcantonio Franciotti, cardinale e vescovo cattolico italiano (n. 1592)
- 12 febbraio - Armando di Borbone-Conti, nobile francese (n. 1629)
- 12 febbraio - Mildmay Fane, II conte di Westmorland, politico inglese (n. 1602)
- 14 febbraio - Annibale Sillano, nobile e vescovo cattolico italiano
- 16 febbraio - Jean de Lauson, funzionario francese (n. 1584)
- 19 febbraio - Willem van Honthorst, pittore olandese (n. 1594)
- 24 febbraio - Nicholas Lanier, cantore, liutista e compositore inglese (n. 1588)
- 27 febbraio - Luisa di Guzmán, nobile portoghese (n. 1613)
- 27 febbraio - Thomas Vaughan, alchimista, filosofo e esoterista gallese (n. 1621)

### Marzo
- 11 marzo - Jacob van Es, pittore fiammingo (n. 1596)
- 19 marzo - Hercules Sanders, pittore olandese (n. 1606)
- 21 marzo - Raffaele Della Torre, giurista e storico italiano (n. 1579)

### Aprile
- 13 aprile - Hammuda Pascià Bey, sovrano tunisino
- 21 aprile - Domenico Bruni, pittore italiano (n. 1591)
- 25 aprile - Giovanni Reinardo II di Hanau-Lichtenberg, nobile tedesco (n. 1628)

### Maggio
- 13 maggio - Pier Francesco Mola, pittore svizzero (n. 1612)
- 14 maggio - Clemente Galano, missionario e presbitero italiano (n. 1611)
- 22 maggio - Kaspar Schott, fisico e matematico tedesco (n. 1608)

### Giugno
- 5 giugno - Maria Felicia Orsini, nobildonna italiana (n. 1599)
- 17 giugno - Carlo di Ferdinando de' Medici, cardinale italiano (n. 1595)
- 19 giugno - Philip Fruytiers, pittore e incisore fiammingo (n. 1610)
- 21 giugno - Filippo Niccolini, marchese italiano (n. 1586)

### Luglio
- 1º luglio - Jan Beerstraaten, pittore olandese (n. 1622)
- 5 luglio - Alberto VI di Baviera, nobile tedesco (n. 1584)
- 25 luglio - Montagu Bertie, II conte di Lindsey, militare e politico inglese (n. 1608)
- 25 luglio - Enrico di Lorena-Harcourt, generale francese (n. 1601)
- 26 luglio - Camillo Francesco Maria Pamphili, cardinale, nobiluomo e militare italiano (n. 1622)
- 30 luglio - Francesco Ermanno di Sassonia-Lauenburg, duca (n. 1629)

### Agosto
- 8 agosto - Camillo Tutini, storico italiano (n. 1594)
- 15 agosto - Johann Adam Schall von Bell, gesuita tedesco (n. 1591)
- 16 agosto - Cristina Margherita di Meclemburgo-Güstrow, principessa tedesca (n. 1615)
- 19 agosto - Antonio Günther I di Schwarzburg-Sondershausen, nobile (n. 1620)
- 20 agosto - Giovanni Battista Grossi, storico e teologo italiano (n. 1605)
- 21 agosto - Isabella d'Este, duchessa italiana (n. 1635)
- 24 agosto - Francisco Manuel de Melo, scrittore, politico e militare portoghese (n. 1608)
- 25 agosto - Antonio Sancho Dávila de Toledo y Colonna, generale e politico spagnolo (n. 1590)
- 26 agosto - Frans Hals, pittore olandese (n. 1580)
- 28 agosto - Giulio Maria Odescalchi, vescovo cattolico italiano (n. 1612)
- 30 agosto - Benedikt Carpzov, giurista e avvocato tedesco (n. 1595)

### Settembre
- 4 settembre - Girolamo Colonna, cardinale e arcivescovo cattolico italiano (n. 1604)
- 17 settembre - Augusto di Brunswick-Lüneburg, nobile tedesco (n. 1579)
- 23 settembre - François Mansart, architetto francese (n. 1598)
- 23 settembre - Hannibal Sehested, politico e militare danese (n. 1609)
- 27 settembre - Giorgio Alberto di Brandeburgo-Kulmbach, nobile tedesco (n. 1619)

### Ottobre
- 10 ottobre - Ermanno Adolfo di Lippe-Detmold, nobile tedesco (n. 1616)
- 26 ottobre - ʿAbbās II, sovrano persiano (n. 1633)
- 29 ottobre - Edmund Calamy il Vecchio, religioso inglese (n. 1600)

### Novembre
- 3 novembre - Ascanio Filomarino, cardinale italiano (n. 1583)
- 3 novembre - Luigi I Gonzaga di Luzzara, nobile e militare italiano (n. 1602)
- 3 novembre - Henri-Auguste de Loménie, politico e nobile francese (n. 1595)
- 10 novembre - Bernardo Panicola, vescovo cattolico italiano (n. 1580)
- 23 novembre - Attilio Pietrasanta, vescovo cattolico italiano

### Dicembre
- 22 dicembre - Guercino, pittore italiano (n. 1591)
- 26 dicembre - Alessandrina de Rye, nobildonna belga (n. 1589)

### Senza giorno specificato
- Giovanni Battista Baliani, matematico e fisico italiano (n. 1582)
- Francesco Baratta, scultore italiano (n. 1590)
- Diego de Benavides y de la Cueva, ufficiale spagnolo (n. 1607)
- Robert Blair, teologo scozzese (n. 1593)
- Giovanni Battista Botticchio, pittore italiano (n. 1619)
- Giovanni Angelo Canini, pittore e incisore italiano (n. 1609)
- Antonio Catalani, pittore italiano
- Antonino Catalano, pittore italiano (n. 1585)
- Donato Antonio De Marinis, avvocato e magistrato italiano (n. 1599)
- James Howell, scrittore e lessicografo britannico
- Kurbat Afanas'evič Ivanov, esploratore russo
- Louis de La Forge, filosofo francese (n. 1632)
- Christopher Myngs, corsaro e ammiraglio inglese (n. 1625)
- Giovanni Domenico Peri, economista italiano (n. 1590)
- Emilio Savonanzi, pittore italiano (n. 1595)
- Michail Staduchin, esploratore russo
- Cornelis Willaerts, pittore olandese (n. 1600)
- Jean Ogier de Gombauld, drammaturgo e poeta francese (n. 1576)
- Charles de Saint-Etienne de La Tour, esploratore francese (n. 1593)
- Barbara di Ndongo e Matamba, regina
- Zurnazen Mustafa Pascià, militare e politico ottomano

## Calendario
| Calendario 1666 | Calendario 1666 | Calendario 1666 | Calendario 1666 | Calendario 1666 | Calendario 1666 | Calendario 1666 | Calendario 1666 | Calendario 1666 | Calendario 1666 | Calendario 1666 | Calendario 1666 | Calendario 1666 | Calendario 1666 | Calendario 1666 | Calendario 1666 | Calendario 1666 | Calendario 1666 | Calendario 1666 | Calendario 1666 | Calendario 1666 | Calendario 1666 | Calendario 1666 | Calendario 1666 | Calendario 1666 | Calendario 1666 | Calendario 1666 | Calendario 1666 | Calendario 1666 | Calendario 1666 | Calendario 1666 | Calendario 1666 | Calendario 1666 |
| --------------- | --------------- | --------------- | --------------- | --------------- | --------------- | --------------- | --------------- | --------------- | --------------- | --------------- | --------------- | --------------- | --------------- | --------------- | --------------- | --------------- | --------------- | --------------- | --------------- | --------------- | --------------- | --------------- | --------------- | --------------- | --------------- | --------------- | --------------- | --------------- | --------------- | --------------- | --------------- | --------------- |
|                 | 1               | 2               | 3               | 4               | 5               | 6               | 7               | 8               | 9               | 10              | 11              | 12              | 13              | 14              | 15              | 16              | 17              | 18              | 19              | 20              | 21              | 22              | 23              | 24              | 25              | 26              | 27              | 28              | 29              | 30              | 31              |                 |
| Gennaio         | Ve              | Sa              | Do              | Lu              | Ma              | Me              | Gi              | Ve              | Sa              | Do              | Lu              | Ma              | Me              | Gi              | Ve              | Sa              | Do              | Lu              | Ma              | Me              | Gi              | Ve              | Sa              | Do              | Lu              | Ma              | Me              | Gi              | Ve              | Sa              | Do              |                 |
| Febbraio        | Lu              | Ma              | Me              | Gi              | Ve              | Sa              | Do              | Lu              | Ma              | Me              | Gi              | Ve              | Sa              | Do              | Lu              | Ma              | Me              | Gi              | Ve              | Sa              | Do              | Lu              | Ma              | Me              | Gi              | Ve              | Sa              | Do              |                 |                 |                 |                 |
| Marzo           | Lu              | Ma              | Me              | Gi              | Ve              | Sa              | Do              | Lu              | Ma              | Me              | Gi              | Ve              | Sa              | Do              | Lu              | Ma              | Me              | Gi              | Ve              | Sa              | Do              | Lu              | Ma              | Me              | Gi              | Ve              | Sa              | Do              | Lu              | Ma              | Me              |                 |
| Aprile          | Gi              | Ve              | Sa              | Do              | Lu              | Ma              | Me              | Gi              | Ve              | Sa              | Do              | Lu              | Ma              | Me              | Gi              | Ve              | Sa              | Do              | Lu              | Ma              | Me              | Gi              | Ve              | Sa              | Do              | Lu              | Ma              | Me              | Gi              | Ve              |                 |                 |
| Maggio          | Sa              | Do              | Lu              | Ma              | Me              | Gi              | Ve              | Sa              | Do              | Lu              | Ma              | Me              | Gi              | Ve              | Sa              | Do              | Lu              | Ma              | Me              | Gi              | Ve              | Sa              | Do              | Lu              | Ma              | Me              | Gi              | Ve              | Sa              | Do              | Lu              |                 |
| Giugno          | Ma              | Me              | Gi              | Ve              | Sa              | Do              | Lu              | Ma              | Me              | Gi              | Ve              | Sa              | Do              | Lu              | Ma              | Me              | Gi              | Ve              | Sa              | Do              | Lu              | Ma              | Me              | Gi              | Ve              | Sa              | Do              | Lu              | Ma              | Me              |                 |                 |
| Luglio          | Gi              | Ve              | Sa              | Do              | Lu              | Ma              | Me              | Gi              | Ve              | Sa              | Do              | Lu              | Ma              | Me              | Gi              | Ve              | Sa              | Do              | Lu              | Ma              | Me              | Gi              | Ve              | Sa              | Do              | Lu              | Ma              | Me              | Gi              | Ve              | Sa              |                 |
| Agosto          | Do              | Lu              | Ma              | Me              | Gi              | Ve              | Sa              | Do              | Lu              | Ma              | Me              | Gi              | Ve              | Sa              | Do              | Lu              | Ma              | Me              | Gi              | Ve              | Sa              | Do              | Lu              | Ma              | Me              | Gi              | Ve              | Sa              | Do              | Lu              | Ma              |                 |
| Settembre       | Me              | Gi              | Ve              | Sa              | Do              | Lu              | Ma              | Me              | Gi              | Ve              | Sa              | Do              | Lu              | Ma              | Me              | Gi              | Ve              | Sa              | Do              | Lu              | Ma              | Me              | Gi              | Ve              | Sa              | Do              | Lu              | Ma              | Me              | Gi              |                 |                 |
| Ottobre         | Ve              | Sa              | Do              | Lu              | Ma              | Me              | Gi              | Ve              | Sa              | Do              | Lu              | Ma              | Me              | Gi              | Ve              | Sa              | Do              | Lu              | Ma              | Me              | Gi              | Ve              | Sa              | Do              | Lu              | Ma              | Me              | Gi              | Ve              | Sa              | Do              |                 |
| Novembre        | Lu              | Ma              | Me              | Gi              | Ve              | Sa              | Do              | Lu              | Ma              | Me              | Gi              | Ve              | Sa              | Do              | Lu              | Ma              | Me              | Gi              | Ve              | Sa              | Do              | Lu              | Ma              | Me              | Gi              | Ve              | Sa              | Do              | Lu              | Ma              |                 |                 |
| Dicembre        | Me              | Gi              | Ve              | Sa              | Do              | Lu              | Ma              | Me              | Gi              | Ve              | Sa              | Do              | Lu              | Ma              | Me              | Gi              | Ve              | Sa              | Do              | Lu              | Ma              | Me              | Gi              | Ve              | Sa              | Do              | Lu              | Ma              | Me              | Gi              | Ve              |                 |